# Rio Chaporá
O rio Chaporá ou Chapora é um rio no norte de Goa, Índia. Nasce em Ramghat, no estado de Maharashtra e corre de leste para oeste, fazendo a fronteira entre as talukas (concelhos) de Perném  e Bardez, em Goa Norte e desaguando no mar Arábico em Chaporá. Até ao século XVIII o rio marcou a fronteira setentrional do território português de Goa.
A aldeia de Chaporá situa-se na margem sul do estuário. Na extremidade dessa margem situam-se duas atrações turísticas de Goa: o Forte de Chaporá, construído originalmente no início do século XVII pelos portugueses, e a praia de Vagator. Ao contrário desta, a praia de Chaporá situa-se no lado do estuário, no fundo do monte do forte. Na margem norte do estuário encontra-se a aldeia de Morjim.